# Lokomotiva 151
Lokomotiva řady 151 je elektrická lokomotiva Českých drah vzniklá modernizací (typové označení Škoda 65Em) strojů řady 150 vyrobených firmou Škoda Plzeň (Škoda 65E). Má přezdívku „potkan“, „krysa“ či případně „banán“ (podle dnes již zanikajícího zeleno-krémového nátěru). Tato lokomotiva o výkonu 4000 kW a vybavená odporovou regulací je určena pro vozbu těžkých rychlíků na systému stejnosměrného napětí 3000 V. Do prosince 2013 byla tato lokomotivní řada dislokována v DKV Praha, PJ Praha-Vršovice. Později jezdily pod hlavičkou DKV Olomouc, PJ Bohumín.[zdroj?]

## Průběh modernizace
První zrychlení lokomotiv řady 150 proběhlo v roce 1992 na základě požadavku Výzkumného ústavu železničního. Při něm byl pouze upraven převodový poměr, dosazeny tlumiče vrtivých pohybů a další zařízení potřebná pro provoz rychlostí 160 km/h. Až později byla upravená lokomotiva 150.020 přeznačena na řadu 151. V té době se však již začalo uvažovat o mnohem rozsáhlejší modernizaci. Jako první byla k této modernizaci přistavena poslední vyrobená lokomotiva 150.027. Provedené úpravy spočívaly ve změně převodového poměru, dosazení tlumičů vrtivých pohybů, bezpečnostních skel, náhradě původních dvou kompresorů jedním novým, výměně baterií, dosazení kovokeramických brzdných destiček a provedení dalších modifikací. Modernizace probíhaly do roku 2002 ve Škodě a ČMŽO, celkem bylo takto upraveno 13 lokomotiv. Dne 8. srpna 2008 byla při neštěstí ve Studénce zničena lokomotiva 151.018 a rozsah poškození již nedovolil stroj vrátit do provozu. Proto bylo následně rozhodnuto o doplnění parku řady 151 modernizací stroje 150.023 za využití některých dílů ze zničené lokomotivy.

## Reklamní nátěry
Řada 151 byla inzerenty oblíbená pro aplikaci reklamních nátěrů. Lokomotivy vozily důležité spoje, a proto mohly zaujmout velký počet cestujících. Na lokomotivě 151.001 byl od června 2002 aplikován vůbec první reklamní nátěr na lokomotivách ČD. Inzerentem byla společnost ČEZ a lokomotiva propagovala její produkt Duhová energie. Do prosince 2013 propagovala svým nátěrem vlaky EuroCity a InterCity Českých drah. V letech 2006–2014 byla další lokomotiva 151.014 opatřena reklamou na Poštovní spořitelnu. Předposlední reklamní lokomotivou byl stroj čísla 19 s jinou reklamou na skupinu ČEZ. Z této lokomotivy byl nátěr odstraněn jako poslední, a to v rámci periodické opravy v létě roku 2016. Poté lokomotiva obdržela modré korporátní schéma svého majitele. Poslední reklamní lokomotivou byla 151.006, která se sloganem „Jedeme v tom spolu !“ propagovala mnohaletou intenzivní spolupráci Dopravní fakulty Jana Pernera Univerzity Pardubice a Českých drah. Toto zbarvení měla od 21. srpna 2018.[zdroj?]

## Provoz
Lokomotivy řady 151 byly díky své maximální rychlosti 160 km/h využívány především pro dopravu prestižních dálkových vlaků spojujících Prahu s východem Česka. Jejich hlavním působištěm byly vlaky kategorií Ex, IC a EC mezi Prahou, Ostravou a Žilinou, na některých vlacích zajížděly i do Otrokovic či Vsetína. Bylo je možné spatřit i v Opavě, kam od června 2015 vozily vlaky IC Opava (od prosince 2019 Opavan) a od prosince 2015 i posilový vlak IC Vladislav Vančura. Doplňkovým výkonem byla doprava chebských rychlíků v úseku do Ústí nad Labem, odkud tyto vlaky pokračovaly se stroji řad 362 nebo 363. S příchodem JŘ 2021/2022 byla řada 151 na rameni Praha - Ústí nad Labem vystřídána řadou 371. V roce 2025 České dráhy počítají s provozem posledních 6 lokomotiv na lince R20 mezi Prahou a Děčínem, kde dojezdí do zahájení výhradního provozu pod ETCS.

## Nehody
Dne 8. srpna 2008 lokomotiva 151.018 v čele vlaku EC Comenius narazila ve stanici Studénka v rychlosti 90 km/h do spadlé mostní konstrukce. Po odebrání využitelných náhradních dílů pro ostatní stroje byla zrušena a až do roku 2011 stálo její torzo v DPOV Přerov, kde bylo téhož roku i sešrotováno.[zdroj?]
Dne 24. ledna 2024 se u Dolní Lutyně na přejezdu P6512 v km 281,911 koridorové trati Bohumín–Čadca střetla lokomotiva 151.020 v čele vlaku InterCity 546 Ostravan v 5:43 SEČ s nákladním autem. Strojvedoucí zemřel.

## Galerie

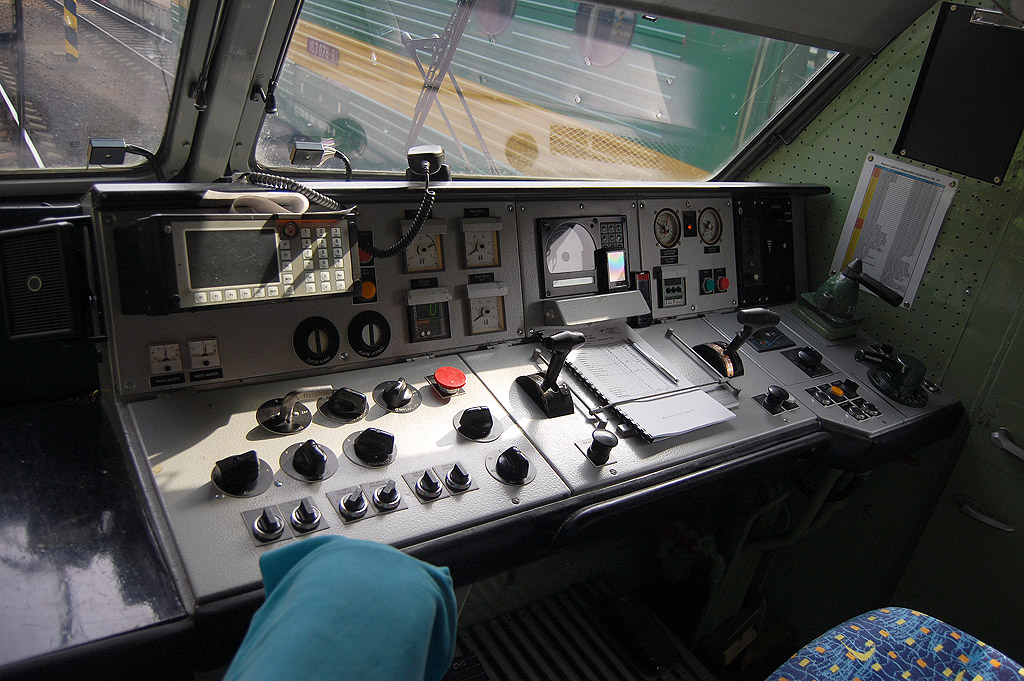
Pohled na řídicí pult lokomotívy řady 151
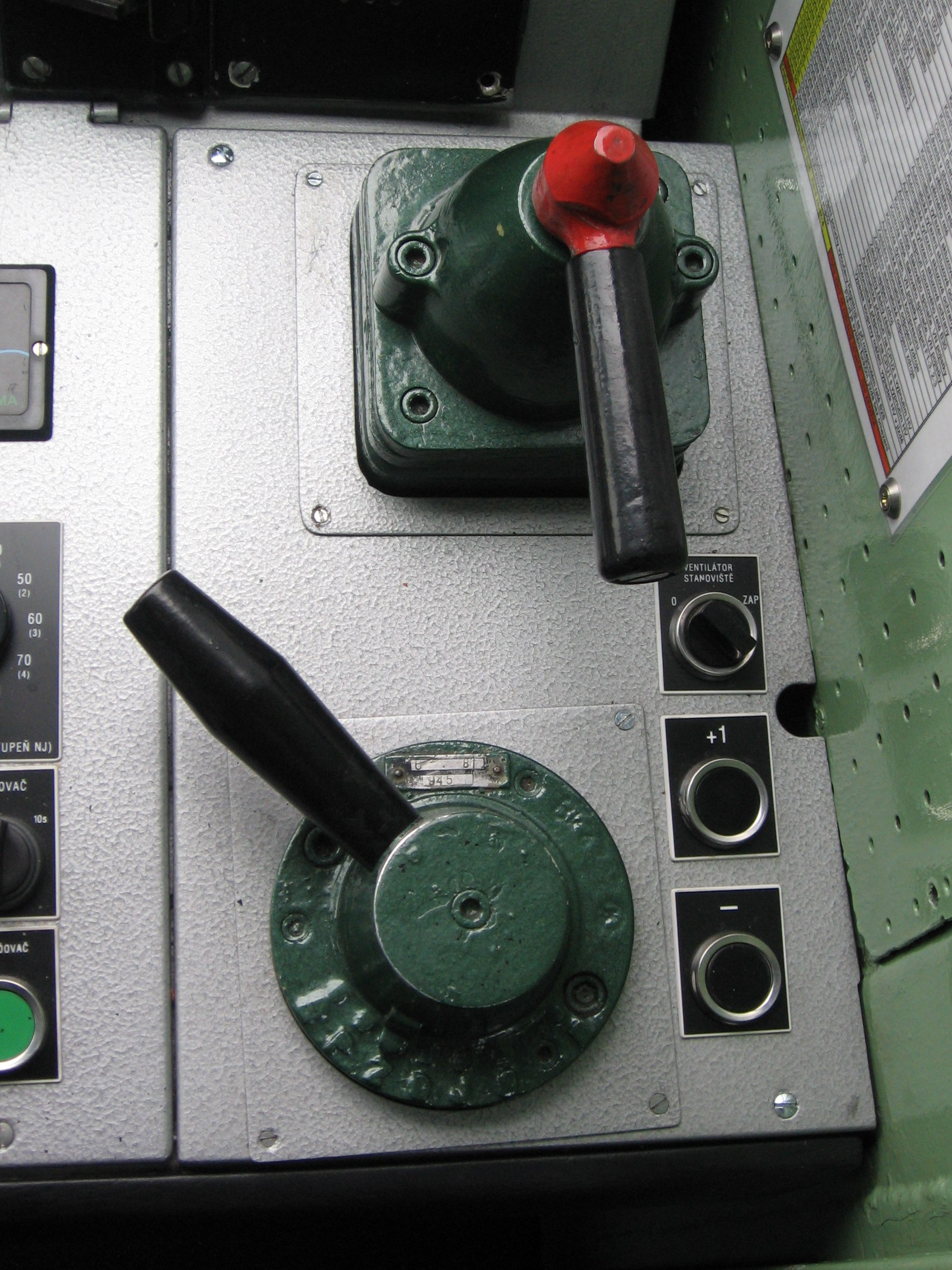
Ovladač samočinné brzdy a brzdič přímočinné brzdy
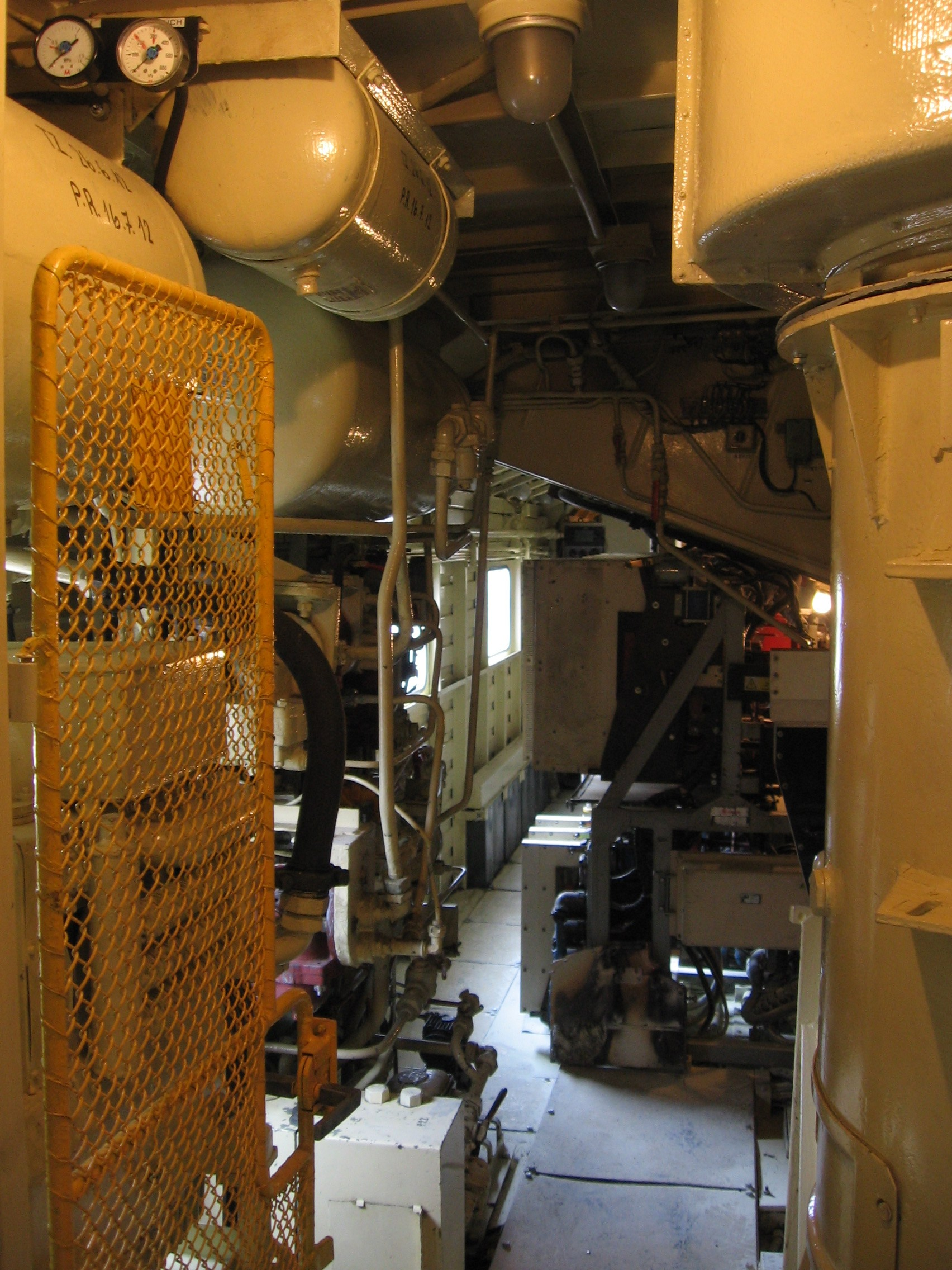
Strojovna
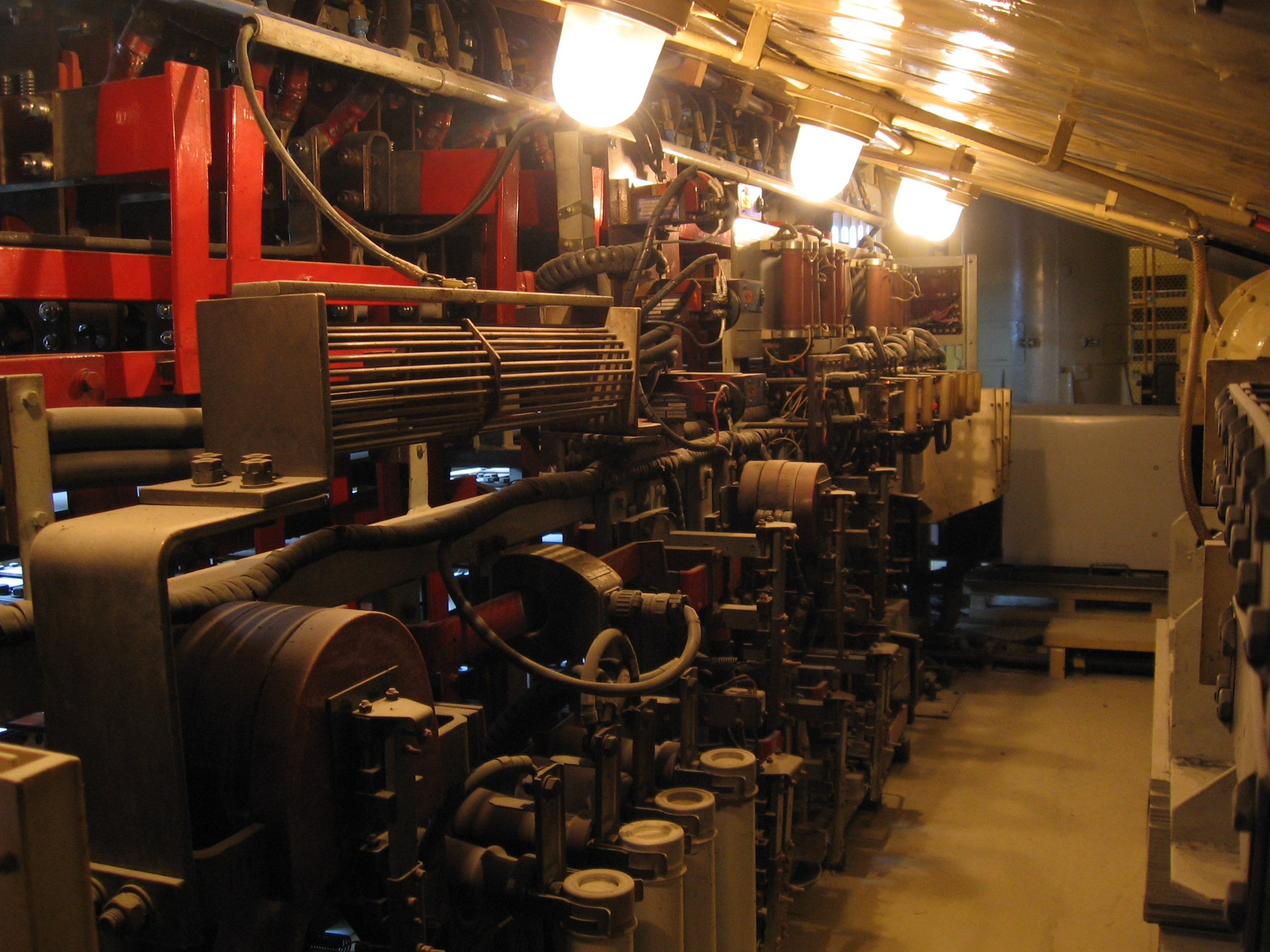
Strojovna
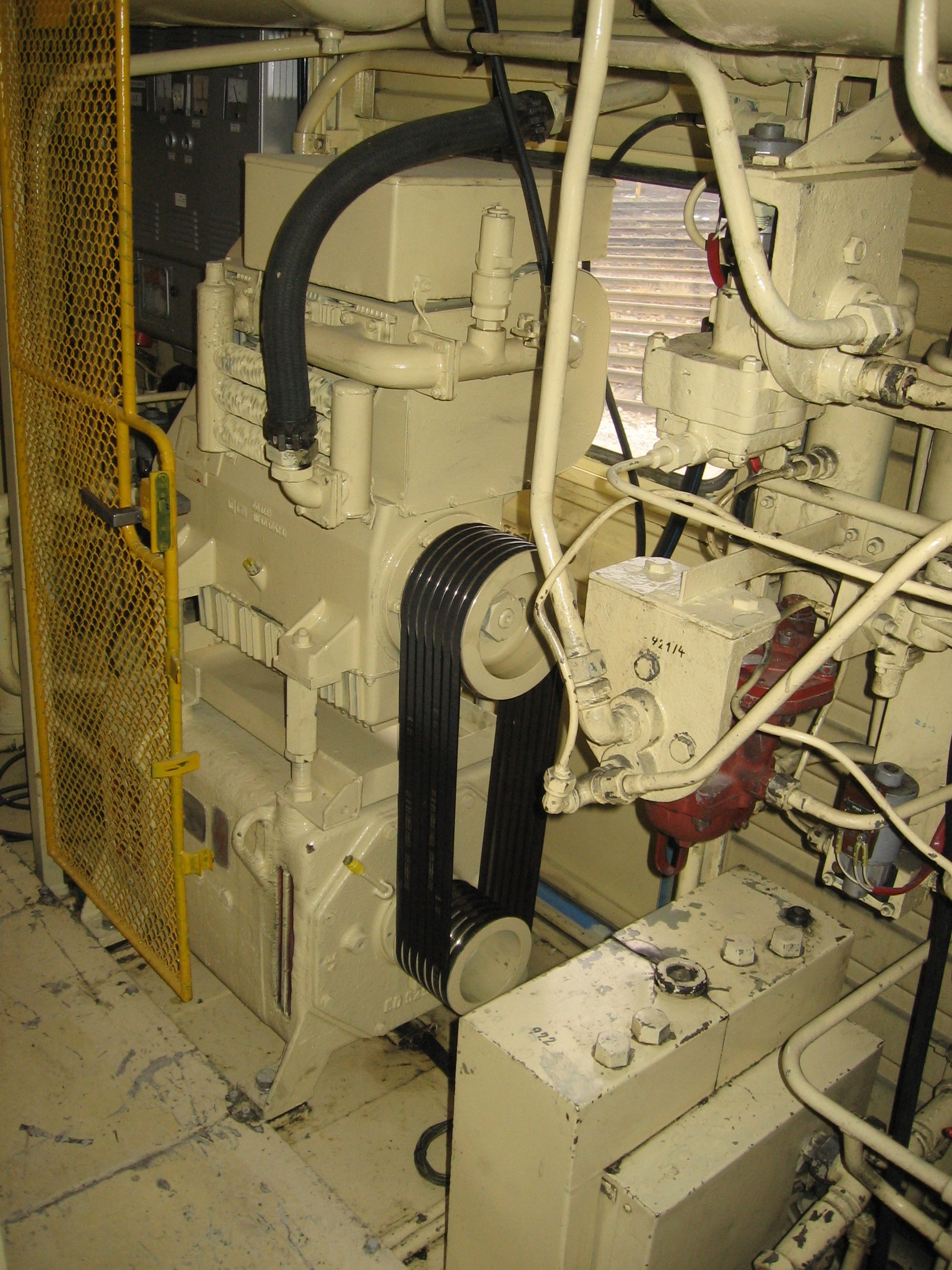
Kompresorové soustrojí
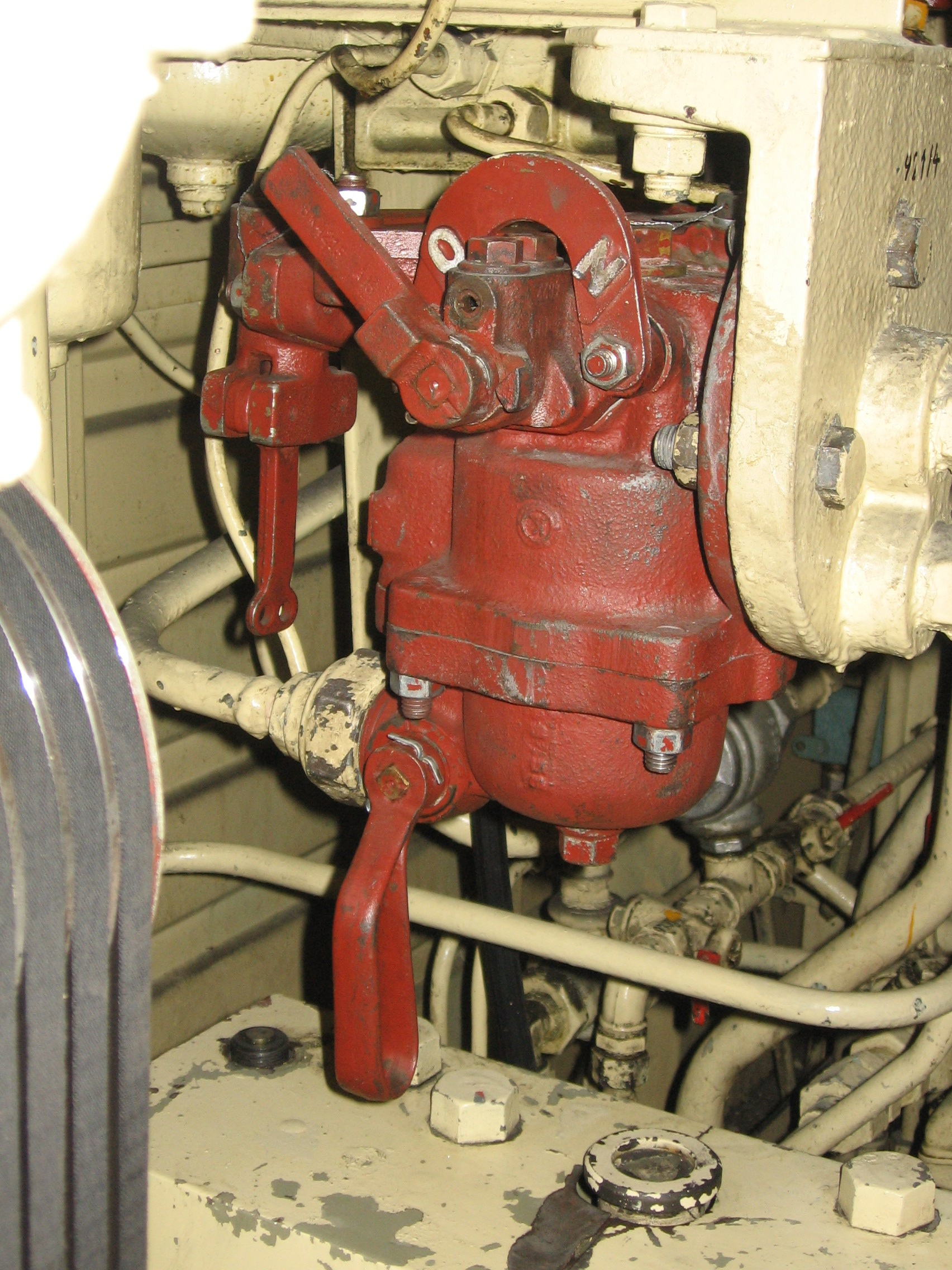
Lokomotivní rozvaděč s přestavovačem G-P